# Denise Walsh
Denise Walsh (13 de noviembre de 1992) es una deportista irlandesa que compitió en remo. Ganó una medalla de plata en el Campeonato Europeo de Remo de 2017, en la prueba de scull individual ligero.

## Palmarés internacional
| Campeonato Europeo | Campeonato Europeo       | Campeonato Europeo | Campeonato Europeo      |
| Año                | Lugar                    | Medalla            | Prueba                  |
| ------------------ | ------------------------ | ------------------ | ----------------------- |
| 2017               | Račice (República Checa) | Medalla de plata   | Scull individual ligero |